# 雙眼星系
雙眼星系 (NGC 4435-NGC 4438，也稱為Arp 120)  是位於室女座的一對星系，與地球的距離大約是5千200萬光年。

## NGC 4435
NGC 4435是一個有短棒的透鏡星系，史匹哲太空望遠鏡發現在它的中心區域有著相對是年輕 (1億9000萬年) 的恆星族群，它們可能起源於與NGC 4438的交互作用。它也有可能是與上述星系交互作生用所產生的長長的潮汐尾。

## NGC 4438
NGC 4438是在室女座星系群有交互作用的最奇特星系，由於環境中有不確定的能量機制使核心在加熱中；這種能量機制可能是星暴區域，或是活躍星系核 (AGN) 的黑洞能量。這兩種假設都仍在研究中。 
這個星系由於和其它星系交互作用而呈現出高度扭曲的星系盤和長長的潮汐尾，這也解釋了為甚麼不同的來源會將它分類成透鏡星系或螺旋星系。它也顯示出在過去曾經有擴張和中度的星暴增，在NGC 4435的方向上，有相當大量的中性氫以及取代它的星際物質 － 氫原子、氫分子、星際塵埃和熱氣體，這表明與後者之間有潮汐的相互作用和受到衝壓力剝奪效應的影響。隨著NGC 4438以高速度通過室女座的星系際物質，增加了這兩個星系之間的邂逅。

## 交互作用下的星系
儘管如上文所述，有證據表明NGC 4438可能於數百萬年前和NGC 4435發生碰撞 (偏離中心的側撞)，造成了NGC 4438周圍環境的星際物質受到損壞，但是也發現到它與鄰近最巨大的星系M86之間有幾條細絲狀的電離氣體相連接，並且發現後者的氣體和塵埃可能會被前者剝奪。這顯示了這兩個系統之間過去也曾有過互動，所以，在高密度的星系團中心的星系，有可能提升到三個星系的交互作用 (NGC 4435、NGC 4438、和M86) 。

## 圖集

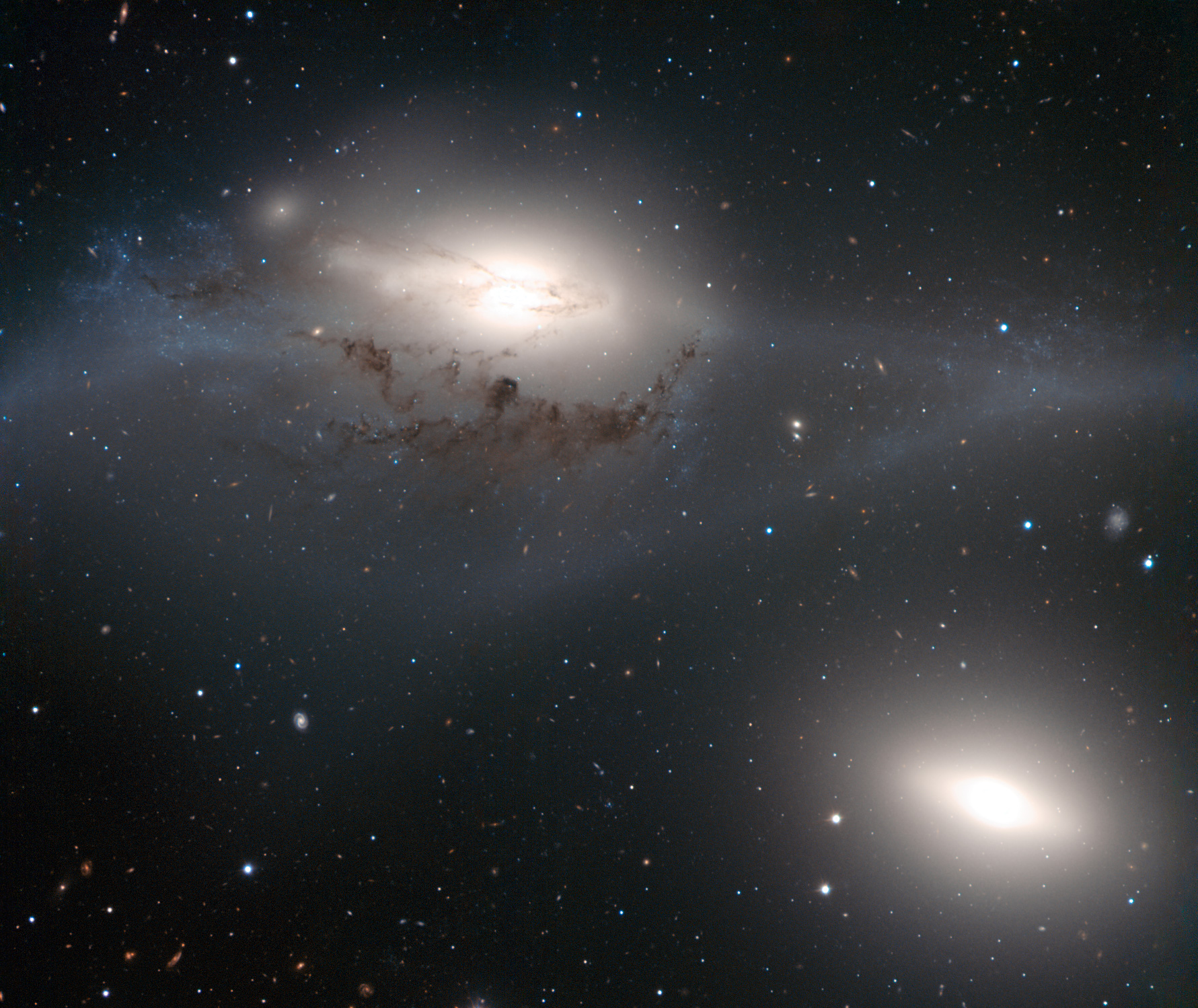
ESO的甚大望遠鏡使用儀器FORS2拍攝的影像[10]。
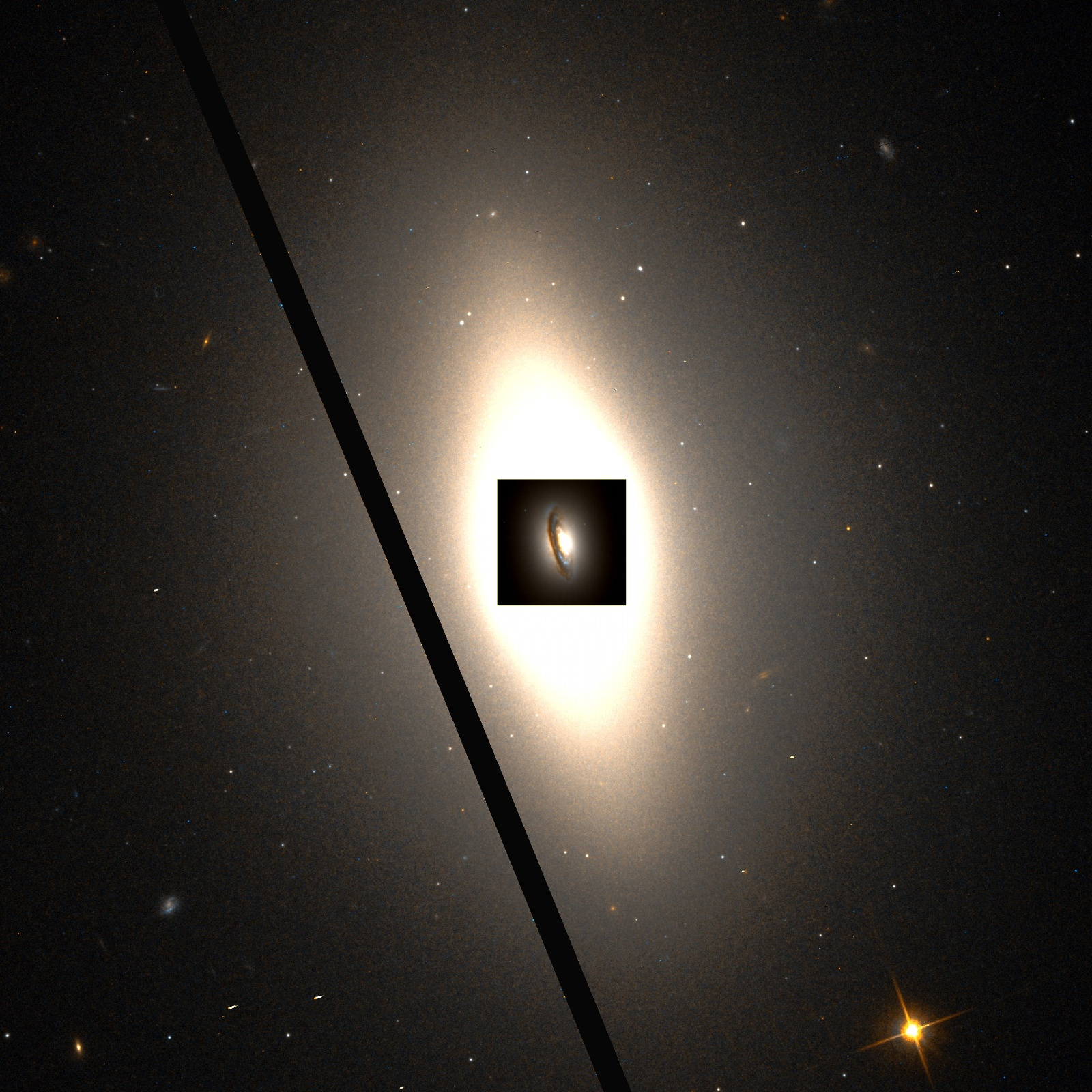
哈伯太空望遠鏡拍攝的NGC 4435和環繞在它核心周圍的塵埃環，視野為1.8'。
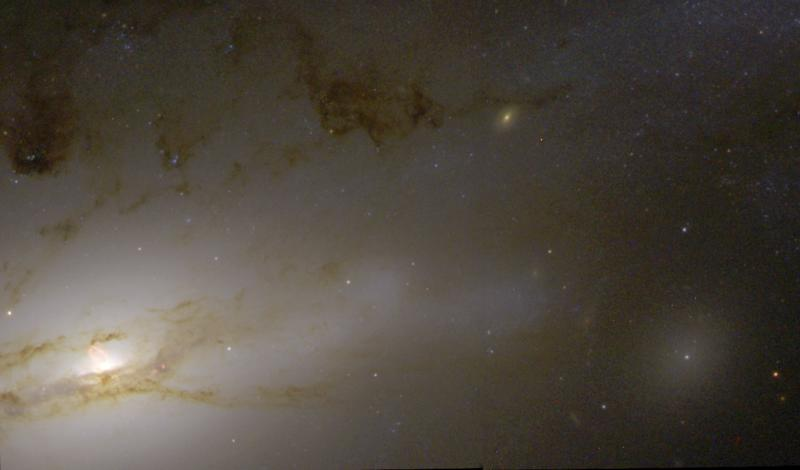
哈伯太空望遠鏡拍攝的NGC 4438。
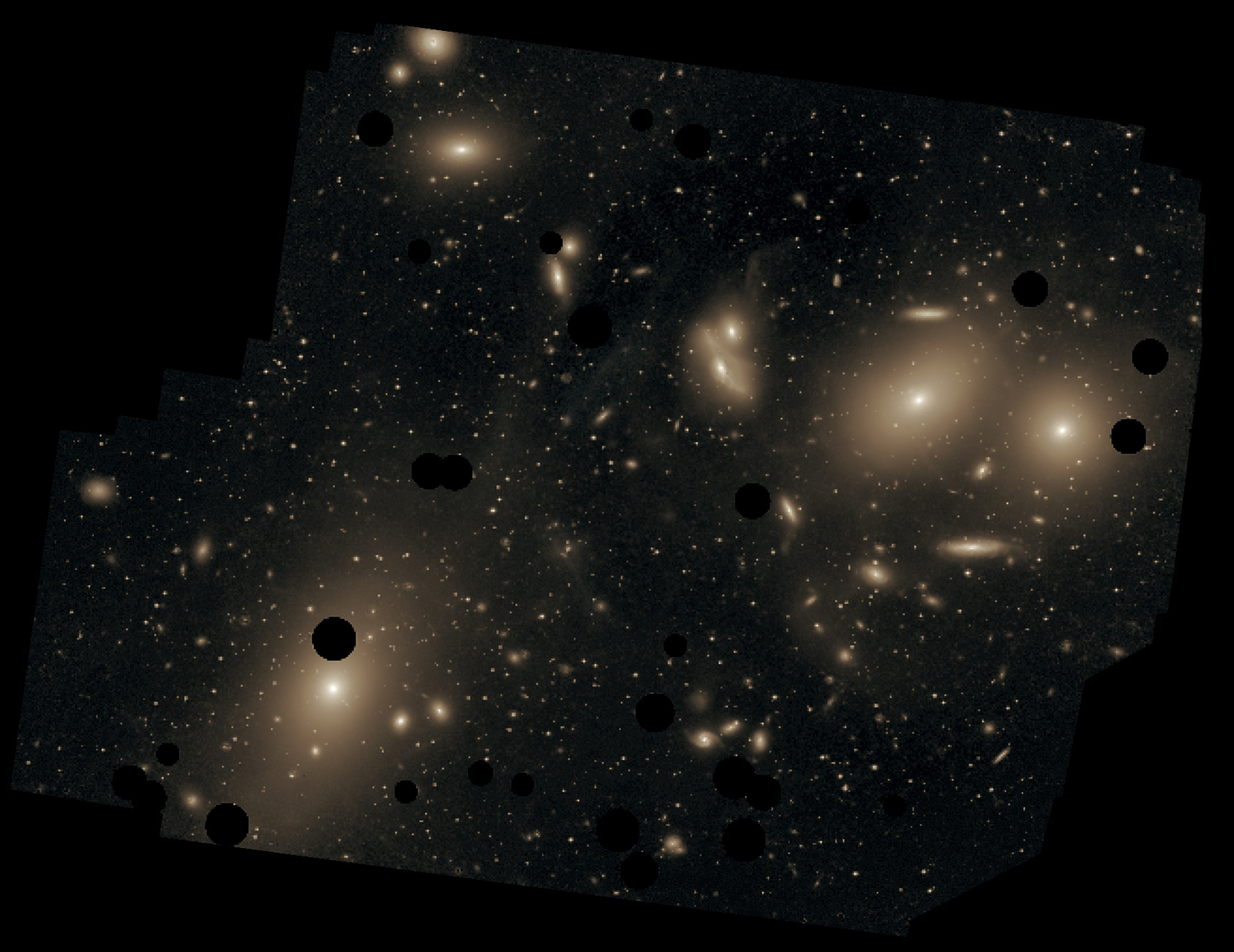
室女座星系團中的星系（華納和斯韋齊天文臺所攝）

## 外部連結
- NGC 4438 （页面存档备份，存于）
- WikiSky上关于The Eyes Galaxies的内容：DSS2, SDSS, GALEX, IRAS, 氢α, X射线, 天文照片, 天图, 文章和图片